# Wnt
Szlak sygnalizacyjny Wnt tworzy szereg białek komórki odgrywających rolę w embriogenezie i karcynogenezie, a także fizjologicznych procesach zachodzących w prawidłowych komórkach dorosłych organizmów. 

Szlaki transdukcji sygnału w komórce. Po prawej stronie zaznaczono wiązanie białka Wnt do receptora frizzled

## Odkrycie
Skrót Wnt powstał z połączenia nazw Wg (wingless) i Int. Gen wingless został opisany u Drosophila melanogaster jako gen regulujący biegunowość segmentów ciała owada, regulującego proces segmentacji w embriogenezie, a także proces powstawania odnóży w trakcie przepoczwarzenia. Geny INT zostały zidentyfikowane u kręgowców jako geny sąsiadujące z miejscami integracji genów mysiego wirusa raka sutka (mouse mammary tumor virus, MMTV). Int-1 i wingless zostały uznane za homologi na podstawie analizy sekwencji aminokwasowej kodowanych białek.
Mutacje wingless u muszek powodowały powstanie bezskrzydłych mutantów, natomiast guzy wywołane przez MMTV zawierały liczne sekwencje genetyczne wirusa, powodujące nadekspresję genów rodziny Wnt. Kolejne badania wykazały, że Wnt należą do dużej grupy morfogenów wydzielanych, zawierającej ligandy o głębokim znaczeniu w powstawaniu planu ciała u wszystkich badanych organizmów wielokomórkowych.

## Białka
Do ludzkich genów kodujących białka sygnalizacyjne WNT należą geny kodujące białka:
- WNT1
- WNT2, WNT2B
- WNT3, WNT3A
- WNT4
- WNT5A, WNT5B
- WNT6
- WNT7A, WNT7B
- WNT8A, WNT8B
- WNT9A, WNT9B
- WNT10A
- WNT10B, WNT11
- WNT16